# Пясъчен торбест тушканчик
Пясъчен торбест тушканчик (Sminthopsis psammophila) е вид бозайник от семейство Торбести мишки (Dasyuridae). Видът е застрашен от изчезване.

## Разпространение
Разпространен е в Австралия (Западна Австралия и Южна Австралия).